# Наблюдательная станция Пискештетё

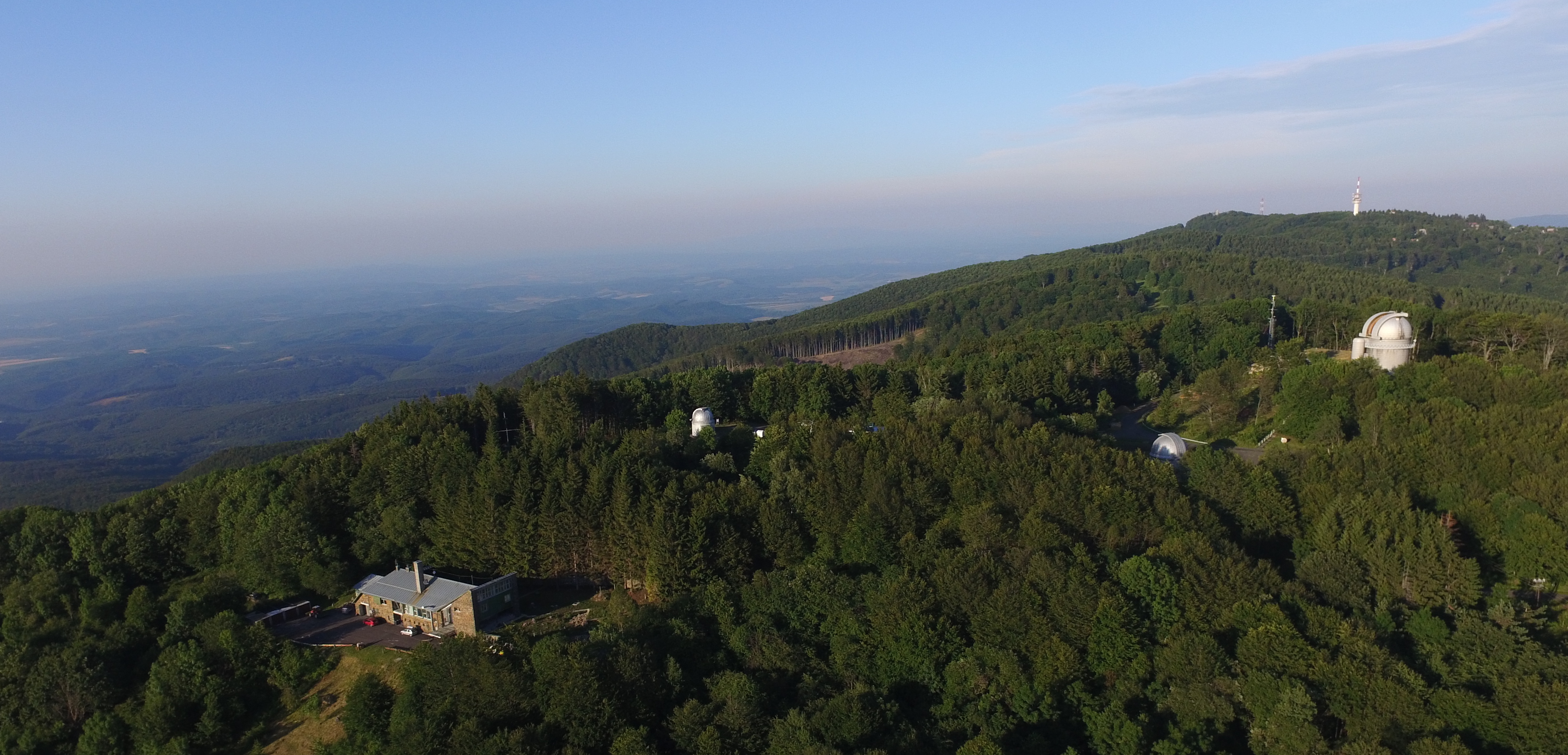
Снимок с дрона

Наблюдательная станция Пискештетё — наблюдательная станция Обсерватории Конкоя, основанная в 1958 году в районе горного массива Матра в Северной Венгрии. Наблюдательной станции принадлежат как минимум два кода Центра малых планет: «461» и «561».

## Инструменты станции
- 1-м телескоп RCC (F=13.5 м)(1974г)
- Телескоп Шмидта 60/90/180 см (1962г)
- 50-см Кассегрен (F=750 см)(1966г)
- 40-см Ричи-Кретьен (F=240 см) (2010г)

## Направления исследований
- Открытие новых астероидов
- Астрометрические измерения астероидов и комет

## Основные достижения
- Открыто 205 астероидов (1999—2009 гг)[1]
- 41141 опубликованных астрометрических измерений (1998—2011 гг)[2]